# فلاویا پائولون

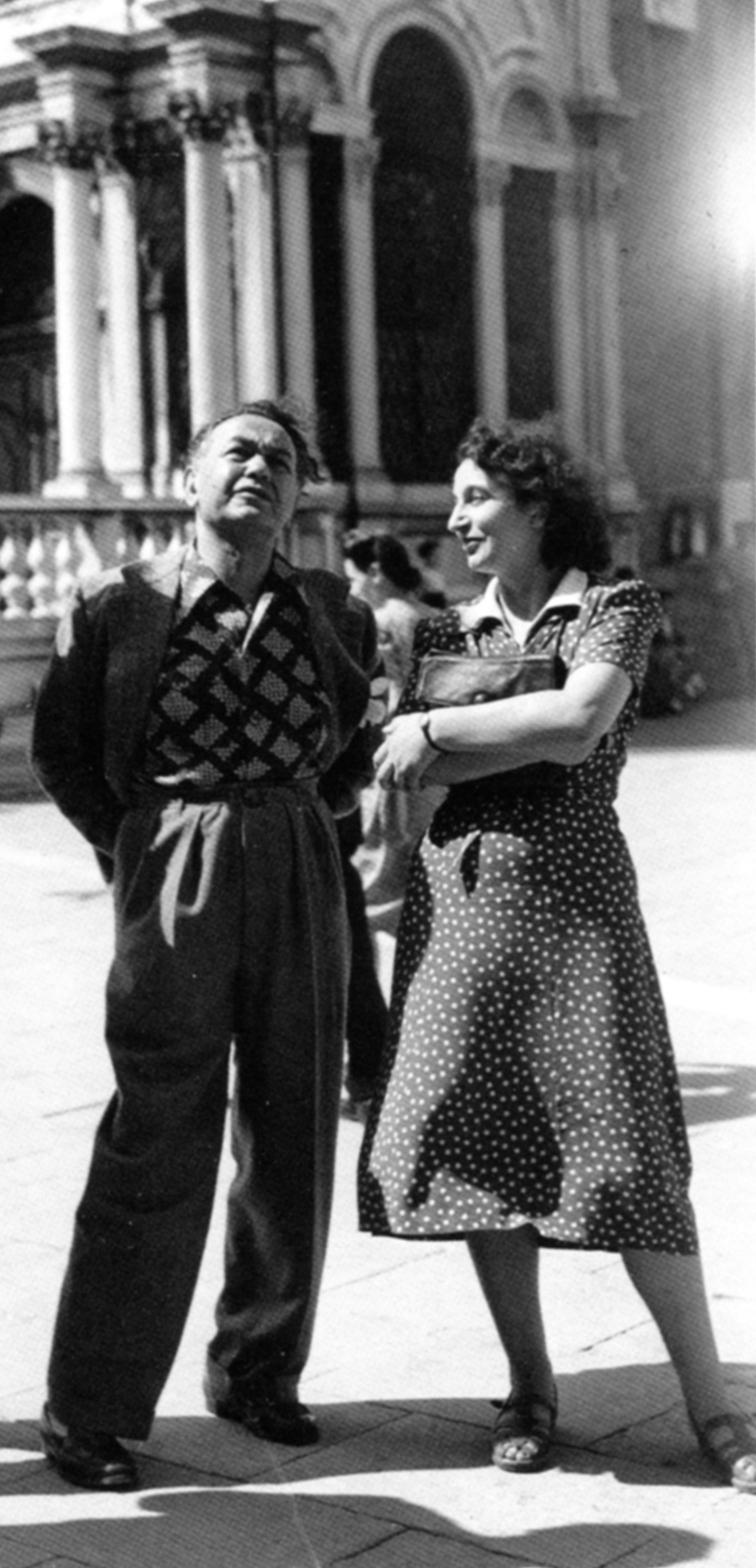
فلاویا پائولون (راست) در کنار هنرپیشهٔ آمریکایی ادوارد جی. رابینسون (چپ) در سال ۱۹۴۸ میلادی

فلاویا پائولون (ایتالیایی: Flavia Paulon؛ ‏ ۱۴ نوامبر ۱۹۰۶ – ۱۸ آوریل ۱۹۸۷) که با نام فلاویا گوئیدینی نیز شناخته می‌شود، نویسنده، فیلم‌نامه‌نویس، روزنامه‌نگار و منتقد فیلم اهل ایتالیا بود. او زندگینامه‌نویس رسمی جشنواره فیلم ونیز به شمار می‌رفت. از فیلم‌ها یا برنامه‌های تلویزیونی که وی در آن نقش داشته است، می‌توان به عملیات سیب‌زمینی اشاره کرد.

## زندگی‌نامه
فلاویا پائولون در ۱۴ نوامبر ۱۹۰۶ در محله بدینگتون، واقع در منطقه ساتن در حومهٔ لندن به دنیا آمد. پدرش، جوزپه گوئیدینی، دارای تابعیت دوگانه سوئیسی و ایتالیایی بود — پدربزرگش جاکومو معمار و مادربزرگش کارلوتا زورزی از خانواده‌های نجیب‌زاده ونیزی بود. تبار مادری فلاویا ارمنی بود؛ خانواده آنها در قسطنطنیه زندگی می‌کردند اما به‌دلیل آزار و اذیت‌های ترک‌ها مجبور شدند به تبعید در لندن بروند. نام خانوادگی آنها در ابتدا «سورگودیان» بود که بعدها، مانند بسیاری از ارمنی‌های دور از وطن که به دنبال همگرایی و ادغام در جامعه بودند، به «سورگودیه» تغییر یافت. جوزپه گوئیدینی در یکی از سفرهایش به عنوان کارمند شرکت نفتی لندن به نام "هوم‌لایت" با سوفیا آشنا و ازدواج کرد. آنها دو فرزند داشتند که یکی در کودکی فوت کرد. پس از چند سال، به تورین منتقل شدند، جایی که جوزپه نمایندگی‌ای گرفت که به آنها امکان زندگی نزدیک به کوه‌های محبوب پیه‌مونته را می‌داد. آنها طلاق گرفتند — که در آن زمان در سوئیس امکان‌پذیر بود — و سوفیا همراه دختر کوچکش به بیه‌لا نقل مکان کرد و با تدریس زبان انگلیسی و پیانو امرار معاش می‌کرد و به نقاشی علاقه‌مند بود (در سال ۱۹۳۶ اثری از او در بینال ونیز در بخش هنرمندان خارجی مقیم ایتالیا به نمایش درآمد). در نهایت، فلاویا در دوران نوجوانی به ونیز رفت، جایی که مادربزرگ پدری‌اش زندگی می‌کرد و در آنجا در دبیرستان کلاسیک ثبت‌نام کرد. او در سنین جوانی با ماریو پائولون، که از مؤسسه هنر و در رشته معماری فارغ‌التحصیل شده بود، ازدواج کرد و چهار فرزند به دنیا آورد. فلاویا شهر ونیز را همچون پوست دوم خود پذیرفت؛ به زبان گویش ونیزی مسلط بود و حتی لهجه کمی آوازگونه ونیزی‌های اصیل را تقلید می‌کرد. او رابطه مستمری با جامعه ارمنی محلی داشت و گرچه به صورت پراکنده، با پدران مخیتاریست جزیره سن لازارو نیز در ارتباط بود. با توجه به زبان مادری انگلیسی و تسلط به زبان فرانسه، پیدا کردن کار در شهری مثل ونیز که علاوه بر گردشگری، هنوز بر تجارت‌های متعددی متکی بود، برای او دشوار نبود. اولین تجربه او در زمینه روزنامه‌نگاری با مجله‌ای به نام «لیدو» بود که به زبان انگلیسی منتشر می‌شد؛ در سال ۱۹۳۲ در آنجا با کنت الیو زورزی، یک روشنفکر واقعی ونیزی که استعدادهای فلاویا را تشخیص داد، آشنا شد و او را به کار در بینال هنر که خود مسئول دفتر مطبوعاتی آن بود، معرفی کرد.
در دوسالانه ونیز و سپس در جشنواره فیلم ونیز، که مؤسساتی نیمه‌دولتی بودند، بالاترین مقام قابل دسترس برای یک زن سمت منشی‌گری بود، به حدی که مجبور شدند «عنوان‌های شغلی» دیگری ابداع کنند تا دستمزد اندک او را کمی افزایش دهند. مدیران تغییر می‌کردند، اما او باقی می‌ماند، سازمان‌دهی می‌کرد، پیشنهاد می‌داد و اغلب برنامه‌ریزی می‌کرد. مرجع اصلی تهیه‌کنندگان و کارگردانان بدون استثنا فلاویا بود.
در دهه ۱۹۳۰، حضور یک زن در رأس مؤسسه‌ای دولتی به آن شهرت، که البته طبیعتاً به روابط و حمایت‌های سیاسی وابسته بود، قابل تصور نبود. در کتابچه بیست‌وششمین جشنواره بین‌المللی هنرهای سینمایی ونیز آمده است: «فلاویا پائولون – دفتر نمایش‌ها: با مسئولیت ویژه جشنواره فیلم مستند، برقراری ارتباط با تهیه‌کنندگان داخلی و خارجی و همکاری در تحقیقات و انتخاب فیلم‌ها. همکاری با دفتر مطبوعاتی در آماده‌سازی کاتالوگ عمومی.» این عنوان شغلی به تنهایی موقعیت برتر مطلق این «دبیر» را نشان می‌دهد که کاری را انجام می‌داد که امروزه در دفاتر مختلف و تخصصی تقسیم شده است. جشنواره فیلم ونیز نخستین تجربه بزرگ جهانی از این نوع بود و نشان می‌دهد چگونه سینما در طول بخش زیادی از قرن بیستم، ستون فقرات ارتباطات و اطلاع‌رسانی بود؛ گاهی هنر را به تصویر می‌کشید و گاهی خود به عنوان سندی زنده از تاریخ عمل می‌کرد.
در ابتدا، دوسالانه ونیز بر پایه سازمانی تقریباً دستی و با تعداد اندکی کارمند و بودجه‌ای محدود بنا شده بود. فلاویا سال‌ها بالا و پایین پلکان‌هایی که بین بینال هنر و جشنواره فیلم فاصله انداخت، رفت‌وآمد می‌کرد و به راحتی در هر دو حوزه فعالیت داشت. این تجربه به او این امکان را داد که وقتی در سال ۱۹۷۳ جشنواره آسولو را تأسیس کرد، با تخصص کامل به برنامه‌ریزی فیلم‌های هنری و زندگینامه هنرمندان بپردازد. او همچنین به سینمای کودکان و انیمیشن‌ها پرداخت، موضوعاتی که به آن‌ها علاقه‌مند بود، اما پس از بازسازی جشنواره در سال ۱۹۶۸، این بخش توسط جشنواره کنار گذاشته شد.
در  سال‌های حکمفرمایی فاشیسم، رژیم در ابتدا به دوسالانه ونیز و جشنواره فیلم ونیز اجازه می‌داد تا تصویری از فرهنگی آینده‌نگر به جهان ارائه دهند، هرچند با سانسورهای اجتناب‌ناپذیر؛ دریچه‌ای که به تدریج با گسترش نازی‌فاشیسم و پوشاندن کشور زیر لایه‌ای از سرکوب، بسته‌تر می‌شد. وقتی قانونی تصویب شد که بر اساس آن همه کارکنان باید عضو حزب می‌شدند، فلاویا که یک ضدفاشیست معتقد بود، با رویکردی ذاتی واقع‌گرایانه و با شوخ‌طبعی فراوان با این وضعیت روبرو شد. در واقع، پیش از پایان مهلت قانونی، به طور مستقیم توسط آن سازمان به عضویت حزب درآمد.
در سال‌های ۱۹۴۰ تا ۱۹۴۲، جشنواره تبدیل به یک «رویداد» ایتالیایی-آلمانی شد و فیلم‌هایی از کشورهای بی‌طرف را به نمایش گذاشت. سپس همه چیز تا پایان جنگ به طور کامل متوقف شد و دفاتر کا جوسی‌نیان توسط یک فرماندهی آلمانی اشغال شد. پس از پایان جنگ، فلاویا بلافاصله شغلی با درآمد خوب در فرماندهی متفقین پیدا کرد، که این موفقیت نیز مدیون تسلط عالی او به زبان انگلیسی بود. در سال ۱۹۴۹، او به پگی گوگنهایم پیشنهاد داد که قصر زیبای ونی‌یر دئی لئونی در کانال بزرگ ونیز را بخرد؛ این قصر امروزه به موزه تبدیل شده و پگی، ثروتمند آمریکایی، با مجموعه مشهور گوگنهایم در آن ساکن شد. فلاویا برای پگی به دوستی قابل اعتماد تبدیل شد که می‌توانست به او در حل و فصل پیچیدگی‌های بوروکراتیک شهر کمک کند. دیری نپایید که دوسالانه ونیز دوباره از فلاویا دعوت کرد و او آماده همکاری برای بازسازی این سازمان بود. کارشناسان برجسته‌ای در این احیا مشارکت داشتند از جمله الیو زورزی، مدیر وقت، فرانچسکو پازینتی و ماسیمو بونتمپلی. جشنواره با قدرت دوباره آغاز به کار کرد.
فلاویا پائولون در سال ۱۹۶۸ بازنشسته شد.
او به برگزاری سخنرانی‌های بین‌المللی ادامه داد؛ در سال ۱۹۷۰، دعوت شدن به ایروان، پایتخت ارمنستان، برایش تجربه‌ای ویژه بود، جایی «که همه به زبان ارمنی صحبت می‌کردند…». همچنین با روزنامه‌ها و مجلات سینمایی سراسر جهان همکاری داشت. فلاویا همچنان برای جشنواره فیلم، به‌ویژه در دوران مدیریت جان لوئیجی روندی فعالیت می‌کرد. روندی درباره او نوشته است: «فلاویا بخش جدایی‌ناپذیری از چیزی بود که هنوز به آن آرشیو تاریخی هنرهای معاصر می‌گویند — و من به او مراجعه می‌کردم چون او تاریخ زنده جشنواره فیلم بود و می‌توانست همه اطلاعاتی را که در دهه ۷۰ پیش از من رخ داده بود، در اختیارم بگذارد... سهمی ارزشمند از دانش و تحقیقات تاریخی و حتی جامعه‌شناسی.»
اما زندگی حرفه‌ای فلاویا پائولون فقط محدود به دوسالانه ونیز و جشنواره فیلم ونیز نبود. پس از آن، جشنواره‌های مختلفی از جمله جشنواره علمی-تخیلی تریسته، جشنواره انیمیشن آسولو، نمایشگاه بین‌المللی مستند هنر پادووا و جشنواره بین‌المللی فیلم درباره هنر و زندگینامه هنرمندان (که امروزه با نام AsoloArtFilmFestival شناخته می‌شود) برگزار شد. این جشنواره آخر به افتخار او جایزه‌ای با عنوان «جایزه یک عمر هنر فلاویا پائولون» نامگذاری کرده است.
دوستی با انریکو فولچینی، رئیس «شورای بین‌المللی سینما، تلویزیون و ارتباطات سمعی-بصری»، به او این امکان را داد تا برای تمامی رویدادهای سینمایی‌اش حمایت یونسکو را به دست آورد.
او عضو بسیاری از کمیسیون‌های انتخاب فیلم بود و در سازمان‌دهی برخی از برنامه‌های مرور آثار نقش داشت، از جمله مرور سینمای فرانسه در سال ۱۹۵۳ با همکاری آنری لنگلوا، مدیر سینماتک فرانسه و «تولد فیلم ناطق در آمریکا» که توسط منتقد، جولیو چزاره کاستلی، در سال ۱۹۶۲ برگزار شد و شامل فیلم‌های صداگذاری‌شده و سپس ناطق از سال ۱۹۲۶ تا ۱۹۳۲ بود. او به سینمای ژاپن هم رونق زیادی بخشید و به‌ویژه فیلم‌های کنجی میزوگوچی و آکیرا کوروساوا را ترویج کرد؛ فیلمسازانی که در سال ۱۹۵۵ دو مرور آثار جالب نیز به آنان اختصاص داد.
در سال‌های ۱۹۷۲-۱۹۷۳ جشنواره بین‌المللی فیلم مردم‌شناسی و جامعه‌شناسی «وینتسیا جِنتی» را در همکاری با «چیفِس» برگزار کرد، که دبیرکل آن کارگردان ژان روش بود. او عضو دائم هیئت داوران «جایزه مِرکوری زرین» اتاق بازرگانی ونیز بود که از سال ۱۹۵۸ به بهترین فیلم مستند اقتصادی ارائه شده در جشنواره اختصاص می‌یابد. در سال ۱۹۸۱، عضو هیئت داوران جشنواره «دو رئل» بود که توسط مرکز ملی هنر و فرهنگ ژرژ پمپیدو در پاریس برگزار شد.
کار مستمر و پرشور او، وی را به یکی از شخصیت‌های برجسته و جذاب سینمای قرن بیستم تبدیل کرد. فلاویا پائولون در ۱۸ آوریل ۱۹۸۷ به طور ناگهانی درگذشت.

## تقدیرها
در سال ۲۰۰۶، در دانشکده ادبیات و فلسفه دانشگاه پادووا، پایان‌نامه کارشناسی ارشد النا کاسادورو تحت عنوان «فلاویا پائولون، دوگارسای سینما» منتشر شد (استادان راهنما: جان پی‌یرو برونتا، جورجیو بوسِتو).
در صدسالگی زادروز فلاویا پائولون، در سپتامبر ۲۰۰۶، دوسالانه ونیز یک مرور آثار با عکس‌ها و گواهی‌های امضا شده به او اختصاص داد که در آن مارکو مولر، جان لوئیجی روندی، کارلو مونتانارو، جورجیو بوسِتو و داویده کروف حضور داشتند. آن‌ها بر اهمیت شخصیت او صحه گذاشتند و او را به‌عنوان ستون فقرات و حافظه تاریخی نمایشگاه شناخته‌اند. آرشیو تاریخ هنرهای معاصر به این مناسبت کتاب «فلاویا پائولون و جشنواره» اثر النا کاسادورو را منتشر کرد. جان پی‌یرو برونتا در مقاله‌ای با عنوان «فلاویا پائولون: «فرشتهٔ ضروری» و «وزیر امور خارجه دوسالانه»، او را به‌عنوان «یک بافنده استثنایی و بی‌وقفه روابط بین‌المللی» معرفی کرد. بسیاری از نشریات به این رویداد پرداختند.

## نکات جالب
- در سال ۱۹۱۱، روزنامه بریتانیایی دیلی میرور چند عکس منتشر کرد[۲۹] که فلاویا - فقط با چهار سال و نیم سن - را در حال کوهنوردی در کورمایر همراه با والدینش، که علاقه‌مندان پرشور کوهنوردی بودند، نشان می‌داد. پدر او یکی از بنیان‌گذاران «باشگاه کوهنوردی ایتالیا» در پیه‌مونته بود.[۲] این عکس‌ها بازتاب زیادی داشتند، به‌حدی که خبر آن در روزنامه آن‌سوی اقیانوس، نیویورک تایمز نیز منتشر شد.[۳۰]
- زمانی بود که برای تهیه‌کنندگان و کارگردانان بسیاری از کشورها، چهره او چنان با دوسالانه ونیز عجین شده بود که حلقه‌های فیلم برای انتخاب یا نمایش در بخش‌های مختلف را مستقیماً به خانه‌اش می‌فرستادند (به چنین آدرسی: فلاویا پائولون – ونیز – ایتالیا).[۳۱]
- طنز نیز از بازتاب ویژگی‌های سازمان‌دهی او غافل نماند: در روز دوشنبه ۹ سپتامبر ۱۹۶۸، سال اوج اعتراضات علیه نمایشگاه، کاریکاتوری در روزنامه ایتالیایی گاتزتینو منتشر شد که در آن پائولون را در حال نگه‌داشتن میزی می‌بینیم که یکی از پایه‌هایش شکسته و لوئیجی کیارینی، مدیر وقت نمایشگاه، بر آن تکیه زده است.[۳۲]